# Sophie Luise Schulz-Euler
Sophie Luise „Sofia“ Schulz-Euler, geborene Sophie Luise Euler (* 7. Januar 1847 in Frankfurt am Main; † 7. September 1926 in Stuttgart, beigesetzt in Frankfurt) war eine deutsche Schriftstellerin.

## Leben
Sofia Schulz-Euler war die Tochter des Geheimen Justizrats Dr. jur. Ludwig Heinrich Euler, ein Frankfurter Jurist und Historiker, und Jacobina Maria Cornelia Euler, geb. Rehbock. Ihr Vater war ein Nachkomme des berühmten Mathematikers Leonhard Euler. Ihre Schul- und Pensionatszeit verbrachte sie in ihrer Heimatstadt. 1867 ging sie nach Essen und heiratete den Großindustriellen Carl Gustav Schulz, Gründer der Rheinischen Metallwarenfabrik und ein naher Verwandter von Alfred Krupp. Nach dem Tod ihres Ehemanns 1889 zog sie wieder zurück nach Frankfurt. Dort fing sie an, sich der Schriftstellerei zu widmen. Anfangs schrieb sie noch für Frankfurter Zeitungen poetische Rätsel, doch bald schon veröffentlichte sie Romane, Novellen und Gedichte, die oft einen historischen oder familiengeschichtlichen Themenschwerpunkt hatten. Beeinflusst wurde sie hierbei durch Persönlichkeiten wie Ellen Key, Bertha von Suttner, Richard Dehmel, Rudolf Greinz, Detlev von Liliencron, Hugo Salus, die regelmäßig in ihrem Haus verkehrten. Neben ihrer schriftstellerischen Tätigkeit war sie eine der Mitbegründer des Frauenbildungsvereins, des Frankfurter Frauenclubs und, zusammen mit Caroline Valentin, des Vereins für Volkskindergärten. Nach dem Tod ihrer Mutter 1908 gab sie ihren Frankfurter Haushalt auf und ging jahrelang auf Reisen, meist in Italien und der Schweiz. Erst durch eine Augenoperation zur Rückkehr nach Deutschland gezwungen, lebte sie zuletzt zurückgezogen in Ludwigsburg und Stuttgart, wo sie bis zu ihrem Tod von ihrem jüngeren Sohn Carl Friedrich Schulz-Euler (Pseudonym: Hanns Wolfgang Rath) betreut wurde.

## Werke
- 1901 – Cum tempore. Aus alter und neuer Zeit. Frankfurter Familien- und Zeitgeschichten
- 1903 – Die schöne Gritt (Novellen)
- 1903 – Leben (Gedichte)
- 1905 – Am Pfaffengarten (Roman)
- 1906 – Zum Verwundern (2. Aufl., anonym erschienen)
- 1906 – Ungelesen zu verbrennen (anonym erschienen)
- 1907 – Leonhard Euler (Biographie)
- 1913 – Die Durrlachers (Roman, anonym erschienen)